# Vasember (képregényszereplő)
Vasember, valódi nevén Tony Stark, egy kitalált szereplő, szuperhős a Marvel Comics képregényeiben. Első megjelenése a Tales of Suspense 39. számában volt, 1963 márciusában. A kitalált szereplőt Stan Lee szerző, Larry Lieber író, Don Heck és Jack Kirby rajzoló alkotta meg.
Tony Stark egy multimilliárdos iparmágnás, feltaláló és playboy, a Stark Industries tulajdonosa, mely az Egyesült Államok egyik legnagyobb hadifelszerelés-beszállítója. Stark anyagi hátterét és a gépészetben való magas fokú jártasságát felhasználva alkotta meg a Vasember-páncélok több generációját. Az eredetileg antikommunista hős, Amerika  páncélos védelmezője az idők során jóval összetettebb, sebezhetőbb személyiséggé alakult, akinek nemcsak az Államokat fenyegető külső ellenséggel, hanem az alkoholizmussal is meg kellett küzdenie.
Tony Stark 2007-ben a Forbes leggazdagabb kitalált szereplőket tömörítő listáján a 10. helyet foglalta el 6 milliárd amerikai dollárra becsült vagyonával. A BusinessWeek 2006-ban a harmadik helyre sorolta Starkot a legzseniálisabb amerikai szuperhősök között.
Vasember Magyarországon már 1989-ben, az Alfa magazin különszámában is feltűnt egy képkockában, valódi szerephez azonban csak egy évvel később, a Csodálatos Pókember 10. számában, a Rejtélyes hölgy (Who’s That Lady?) című történetben jutott.

## A megjelenés története

### Megszületése a képregény ezüstkorában
A „legyőzhetetlen” Vasember az amerikai képregény ezüstkorában, 1963-ban született meg, a vietnámi háború évei alatt. Első szereplése a Tales of Suspense című sci-fi antológia 39. számában volt, melyben a fiatal milliomos feltalálót, Tony Starkot Vietnámban repesztalálat érte. A srapnel átszúrja a szívét és csak úgy maradhatott életben ha állandóan egy különleges mellvértet viselt, mely nem engedte, hogy szíve megálljon. A Megszületett Vasember (Iron Man is Born!) című történet szkriptjét Stan Lee ötletei alapján Larry Lieber írta. A kiadvány borítóját, valamint az első Vasember páncél kinézetét Jack Kirby alkotta meg, de a képregény belső rajzait már Don Heck készítette. Kirby neve azonban nem lett feltüntetve a képregény alkotói között. Stan Lee Tony Starkot Howard Hughes-ről mintázta. „Howard Hughes annak a kornak az egyik legszínesebb egyénisége volt. Feltaláló, kalandor, multimilliomos, a nők kedvence és egy futóbolond.” – nyilatkozta később Lee. Tony Stark az amerikai feltaláló idealizált megtestesülése volt egy olyan korban, ahol a tudomány magányos úttörőinek a helyét egyre inkább a nagyüzemi kutatás és fejlesztés vette át. Ebből fakadóan a történeteket gyakran átszőtte az önállóság és a kormány beavatkozásának párharca, valamint az Egyesült Államok iránt való hűség állandó megkérdőjelezése, mellyel a hidegháború évei alatt az amerikai kutatók és mérnökök is gyakran szembesültek a való életben.
Lieber csak az első történetben közreműködött, a szkriptek megírását Robert Bernstein, majd a 47. számtól Stan Lee vette át. A rajzokat Jack Kirby, majd a 44. számtól rendszeres jelleggel Don Heck készítette. Vasember kinézete rögtön az első történet után megváltozott, a szürke vaspáncélt Tony Stark aranyszínű festékkel vonta be. Vasember kalandjai csak a kiadvány első felét foglalták el, átlagosan 13, olykor 18 oldalon. A fennmaradó részben továbbra is sci-fi és misztikus történetek jelentek meg. A történetek első mellékszereplői, Happy Hogan és Pepper Potts a 45. számban tűntek fel. Ezzel a számmal egy időben jelent meg az Avengers első száma is 1963 szeptemberében, melyben Stan Lee összehozta a Marvel már korábban megalkotott szuperhőseit és a Bosszú Angyalai nevű csapatban egyesítette erejüket. Vasember ettől kezdve párhuzamosan szerepelt a Tales of Suspense és az Avengers számaiban.
1963 utolsó számában Vasember ismét új páncélt kapott, az elsőt, mely a mai napig is rendszeresen használt arany-vörös színkombinációt használta és jóval emberibb megjelenést kölcsönzött a páncélos főhősnek. A sorozat rajzolója ekkor Steve Ditko volt aki, a 47. és 49. számok között váltotta fel Don Hecket. Miután több éves kihagyás után Amerika Kapitány is visszatért a képregények lapjaira a Tales of Suspense 58. száma után, mely a két hős egy közös kalandját tartalmazta, Amerika Kapitány és Vasember ketten osztoztak a kiadványon. Az 58. számot kivéve a két szuperhős saját történeteikben, külön szerepeltek a képregényben.
1965-ben, a Tales of Suspense 69. számában került sor a kommunizmus és „szabad világ” egyik legnagyobb párharcára, mikor egy szovjet komisszár, Boris Bullski, a Titánember párbajra hívta Vasembert. Tony Stark „nemzeti büszkeségből” kénytelen volt elfogadni a kihívást, annak ellenére, hogy a mellvértjébe épített szerkezet, mely működésben tartotta sérült szívét meghibásodott. Hosszas küzdelem után Vasember a sorozat 71. számában végül legyőzte a Titánembert.
Vasember győzelme Amerika eltökéltségét hangsúlyozta, mely szerint készek szembeszállni a kommunista agresszió bármely formájával.
A Tales of Suspense sorozatát a 99. szám után Amerika Kapitány kalandjai vették át. Vasember következő története az utolsó számot követően egy hónappal, 1968 áprilisában az Iron Man and Sub-Mariner című egyrészes kiadványban folytatódott, melynek írója és rajzolója, csakúgy mint a korábbi sorozaté Stan Lee és Gene Colan volt. A képregényben a két címszereplő hős, Vasember és a Torpedó két külön történetben szerepeltek. Vasember 1968 májusában az Iron Man első számával kapott önálló sorozatot.
Vasember 1968 májusától immár saját sorozatának egyedüli címszereplőjeként szerepelt. Az első szám után, melyet írói Larry Lieber és Stan Lee, rajzolója pedig Don Heck volt, a sorozatot Archie Goodwin és Johnny Craig vette át. Craig azonban csak a 4. számig maradt, helyére George Tuska került. Goodwin a sorozatban egyik első írásai közé tartozott a Frenzy in a Far-Flung Future! című történet, melyben Tony Starkot a távoli jövőbe, a 24. századba ragadják el. Elrablói, az emberiség még néhány szabadon élő képviselője halálra akarták ítélni Starkot, mivel az általa feltalált (illetve Stark szemszögéből a még fel nem talált) Cerberus nevű számítógép juttatta őket erre a sorsra. Starknak sikerült kiszabadulnia a fogságból és egy Krylla nevű nő segítségével megszerzi Vasember-páncélját, mely már évszázadok óta egy romos múzeumban porosodott. Stark ezután szembeszállt Cerberussal, aki annak ellenére, hogy jóval erősebb volt mint Stark, mégsem ölhette meg, mivel akkor saját megalkotását akadályozta volna meg a múltban. Cerberusnak végül ez az időparadoxon okozta a pusztulását, Stark pedig visszatért saját idejébe. Tony Stark az Avengers 69. számában, mely az Iron Man 19. számának cselekménye előtt játszódik, új szívet kapott, melynek köszönhetően már nem kellett állandóan viselnie a mellvértjét, mely eddig életben tartotta.

### A bronzkor
A képregény ezüstkorának vége és a bronzkor kezdete Vasember kalandjaiban nagyjából Archie Goodwin távozásának időpontjára tehető. Goodwin az 1970 augusztusában megjelenő 28. számon dolgozott utoljára. A sorozat írója Allyn Broadsky, majd pedig Gerry Conway lett. Tuska nagyjából egy évre hagyta ott a sorozatot, így a 27. és 37. számok között ismét Don Heck lett az Iron Man rajzolója. Fél évvel Tuska visszatérése után a sorozat írását Mike Friedrich vette át. Vasember korábbi tántoríthatatlan elkötelezettsége az Egyesült Államok Vietnámmal való politikája mellett teljesen átértékelődött. Stan Lee korábbi történeteiről később így nyilatkozott:
A legtöbben őszintén úgy éreztük, hogy a konfliktus abban a sokat szenvedett országban a jó és gonosz küzdelme volt. …persze azóta egy kicsit felnőttünk és észrevettük, hogy az élet nem ilyen egyszerű…
Az Iron Man 1975-ben megjelent Long Time Gone című visszatekintő történetben maga a főhős, Tony Stark átértékelte addigi életét és a vietnámi konfliktusban való részvételét mint fegyvertervező és mint szuperhős. Stark visszagondolt arra, hogy korábban kételyek nélkül harcolt a kommunisták ellen a demokrácia nevében, anélkül hogy egyszer is megkérdőjelezte volna országa vezetőinek bölcsességét. Visszaidézett egy vietnámi incidenst, melyben az ő általa kifejlesztett fegyver végzett egy egész falu lakosságával, katonákkal és civilekkel egyaránt. Mindezek ellenére Vasember karakter némiképpen továbbra is konzervatív maradt. 1975 és 1976 között Mike Friedrich mellett több író is dolgozott a sorozaton, köztük Steve Englehart, Len Wein, Roger Slifer és Gerry Conway. Bill Mantlo 1977 és 1987 között volt a sorozat írója és főleg George Tuskával és Keith Pollard rajzolókkal dolgozott együtt. Mantlo közreműködése alatt Vasember karaktere tovább finomodott. A sorozat 103. számával kezdődő nagyobb történet során Stark egyik üzleti riválisa, Mordecai Midas felvásárolta a Stark International részvényeit és átvette a cég irányítását. Szülei vállalatának és élete munkájának elvesztése igen megviselte Starkot, de néhány hűséges barátja segítségével végül sikerült visszaszereznie tulajdonát. A harcok során azonban a vállalatkomplexus szinte teljesen elpusztult. Stark újjáépítette a vállalatot és úgy döntött, hogy ezután felhagy a fegyvergyártással. Mantlo munkássága előfutára volt azoknak a változásoknak, melyek gyökeresen megváltoztatták a sorozatot és magát Tony Starkot is. 1978 novemberében, az Iron Man 116. számával David Michelinie és Bob Layton vették át az írói feladatokat. Ifj. John Romita Michelinie-t és Laytont egy számmal megelőzve lett a sorozat rajzolója.
Mikor Michelinie és Layton átvették a sorozatot Vasember kalandjai a Marvel legrosszabb eladási mutatókkal rendelkező kiadványai közé tartozott, így a kiadó, mivel gyakorlatilag semmit sem kockáztatott, szabad kezet adott a két írónak. Michelinie és Layton munkája a nehéz idők kezdetét jelentette Tony Stark számára. Barátnője elhagyta, a S.H.I.E.L.D., az Egyesült Államok védelmét biztosító kémelhárító szervezet pedig részvénytöbbséget szerzett a Stark vállalatában, hogy így biztosítsa, hogy a cég továbbra is ellátja az országot korszerű fegyverekkel. Miután pedig Stark egyik üzleti versenytársa, Justin Hammer a Vasember-páncél manipulációjával meggyilkolt egy nagykövetet, és ezzel Vasembert is ellehetetlenítette a közvélemény szemében, Tony Stark lábai alól végképp kicsúszott a talaj.
Tony Stark számára Vasember volt a megváltás. Tony a saját elefántcsonttornyában élt, az emberek körülötte mind a hatalomért versengtek, és az egyetlen ami valóban a szabadulást jelentette számára ebből a világból, az Vasember volt. Csak felvette az álarcot, és máris névtelenné válhatott. (…) Mikor Justin Hammer elvette tőle a lehetőséget, hogy Vasember lehessen, elvesztette ezt a megváltást. Ez volt az utolsó csepp. Mint az ember a valós életben, ő is másokat kezdett hibáztatni, mert nem volt hajlandó elismerni saját felelősségét.
Stark a sorozat 128. számában ismerte fel alkoholproblémáját, és indult el, legalábbis látszólag, a gyógyulás útján. A képregény 120-128. számaiban olvasható Démon a palackban (Demon in a Bottle) című történet igen jelentős sikereket ért el az olvasók körében és mára az egyik klasszikus Vasember-történetté vált. Michelinie és Layton az Institute for Scientific Analysis egyik programjának keretei között, mely az alkohol megjelenését vizsgálta a médiában, kitüntetett elismerést kapott érte. A 128. szám 1979-ben megkapta a brit rajongók Eagle-díját a legjobb történetért, ifj. John Romita borítórajza pedig a legjobb borító kategóriájában volt jelölt. A Comics Code szabályainak 1971-es enyhítése óta, mely szigorúan szabályozta a képregények tartalmát, nem ez volt az egyetlen kiadvány melyben egy képregényszereplő szenvedélybetegség rabja lett, viszont Tony Stark volt az első főszereplő aki maga esett ennek áldozatául. A hároméves közös munka után Vasember sorozatának egyik legnevesebb írópárosa az Iron Man 153. számával, 1981 végén szétvált. Layton a 153. szám után hagyta ott a sorozatot. Michalinie még további négy számnak volt az írója miután a 158. számmal Dennis O’Neil vette át tőle a munkát.
A sorozat rajzolója O’Neil-el nagyjából egy időben Luke McDonnell lett. O’Neil korábban a DC Comics-nál közreműködött Batman újraalkotásában és ő írta 1971-ben a Green Lantern/Green Arrow 85. és 86. számaiban szereplő, mérföldkőnek számító történetet, melyben a Zöld Íjász ifjú társa, Speedy heroinfüggő lett. O’Neil 1982 és 1986 között volt a sorozat írója, és munkássága során eddig nem látott mélységekbe taszította Tony Starkot, ahová előtte még egyetlen szuperhős sem süllyedt. Stark Obadiah Stane folyamatos üzleti és felbérelt szupergonosztevőkkel való támadásai hatására ismét az alkoholban kezdte keresni a kiutat. Már nem volt képes ellátni sem üzleti sem pedig szuperhősi feladatait, így a Vasember-páncélt az Iron Man 169. számában egy még Michelinie és Layton által bemutatott mellékszereplő, Jim Rhodes öltötte magára.
A sorozat 178. számának két története igen rendhagyó kontrasztot mutat. Ebben a számban Mike Carlin segédszerkesztő Mark Gruenwald távolléte miatt vette át a szerkesztői feladatokat. A 178. szám első története egy néhány gyerek által alapított klubról szólt, akik a Bosszú Angyalait próbálták utánozni. Mivel Vasember is elhagyta az Angyalokat, a kis csapat szintén kizárta saját „Vasemberüket”, Mikeyt. Miközben Mikey bánatát kólába fojtotta, jelmezét a környék rosszcsontja, Blackie öltötte magára és így folytatja gonosz csínytevéseit. Barátai persze Mikeyt vádolták, aki hogy bizonyítsa ártatlanságát elkészítette új jelmezét és leleplezte az imposztort. A humoros paródia után Tony Starkot ismét részegen, az utcán céltalanul bolyongva láthatta az olvasó. A történetben egy rendőr felajánlott a „részeg csavargónak” 50 dollárt ha éjfélig nem iszik semmit. Tony csak nagy nehezen tudott száraz maradni, de végül megnyerte a fogadást. A történet tragikuma, hogy Stark maga is beismerte, hogy annak ellenére, hogy sikerült józannak maradnia, valószínű hogy éjfél után pár perccel ismét inni kezd majd.

### Vasember a képregények modern korában
A Marvel Comics kiadványaiban a képregény bronz- és modern kora közötti vízválasztóként a Titkos háború című 12 részes minisorozatot szokták tekinteni. A történetben a Föld szuperhősei és szuperbűnözői egy idegen világban mérték össze erejüket. A gigantikus összecsapásban Vasember is részt vett, bár a páncél akkor nem Stark, hanem Jim Rhodes viselte. Dennis O’Neli csak a Titkos háború eseményei után, az Iron Man 182. számban vetett véget Tony Stark pokoljárásának. A történetben Tony egy alkoholista barátja, Gretl gyermekét várta, akit a hóval borított utcán, Tony karjaiban kényszerült megszülni. Gratel belehalt a szülésbe, de Tonynak sikerül melegen tartani a gyermeket, amíg mindkettejüket kórházba nem szállították. A történet végén, a kórházi ágyon fekve Tony azt mondta, hogy felismerte hogy az élet mindennél értékesebb, ő pedig évek óta gyilkolta magát és segítségre van szüksége, hogy felül tudjon kerekedni betegségén.
Akárcsak a valós életben, Stark problémái sem oldódtak meg egyik pillanatról a másikra miután letette a poharat. Mivel vállalatát és egész vagyonát elveszítette, barátaival Kaliforniába költözött, hogy ott a Szilícium-völgyben új vállalkozást indítsanak. Azonban nem Stark volt az egyedüli akinek problémái voltak. Rhodes-t, aki átvette barátjától Vasember szerepét, gyilkos fejfájások gyötörték és idővel egyre ingerlékenyebb és agresszívabb lett. Ezt az állapotot az váltotta ki nála, hogy a Vasember-páncél nem az ő agyhullámaihoz volt hangolva. Stark ugyan megpróbálta módosítani a páncélt, de ez nem sikerült, Rhodes pedig, aki időközben a Bosszú Angyalai Nyugati Tagozatának is tagja lett attól félt, hogy barátai elveszik tőle a páncélt, ezért eltitkolta hogy fejfájásai egyre gyakrabban és erősebben jelentkeztek. Mivel Rhodes egyre veszélyesebbé vált, Stark a sorozat 191. számában ismét kénytelen volt magára ölteni páncélját, hogy megfékezze barátját, de a Vasember nevet csak az Iron Man 200. számában vette vissza véglegesen. Szintén ebben a számban csatlakozott a sorozat alkotói csapatához Mark D. Bright rajzoló, akinek a nevéhez fűződik Stark „Ezüst Centurio” néven ismert vörös-fehér színkombinációjú új páncélja. Három számmal később Tony Starknak sikerül visszaszereznie vagyonát és vállalatát is. Dennis O’Neli az Iron Man 208. számával vált meg a sorozattól. O’Neli után Dennis Mallonee, Danny Fingeroth és Howard Mackie volt néhány szám írója.
1987 februárjában, az Iron Man 215. számával, öt év után ismét visszatért Vasember kalandjainak legendás írópárosa, David Michelinie és Bob Layton.
Már egy ideje az a meggyőződésem, hogy vannak bizonyos szereplők, akik bizonyos alkotók számára rendeltettek. Nem tudom miért, talán egy különleges alkotói alkat, vagy a közös világszemlélet, vagy talán a mély szeretet a szereplő iránt, de vannak szereplők és alkotók akik remekül passzolnak egymáshoz. (…) És most éppen ezt érzem Vasember, David Micheline és Bob Layton esetében is.
A régi alkotópáros egyik első történetében a Roxxon Oil megbízásából a Szellem nevű bűnöző megpróbálta szabotálni Stark egyik újonnan megvásárolt vállalatát. Az Iron Man 219-221. számaiban közölt történet az egyetlen, mely magyar fordításban is megjelent a Vasember-sorozatból. Michelinie és Layton második együttműködése alatt született a Stark Wars (utólag Armor Wars) című hétrészes történet, mely az Iron Man 225-231. számaiban, valamint epilógusa a 232. számban jelent meg. A történetben Stark megpróbálta ártalmatlanná tenni azokat a szuperbűnözőket, akiknek a fegyverzete az ő Vasember-páncéljának, a Mester-Kém által ellopott technológiáján alapultak. Stark olyan bűzökkel vette fel a harcot mint Gólyaláb, a Bogár, a Titánember, a Vörös Dinamó és mások. A történet utolsó fejezetében Stark ismét új páncélt öltött magára, lecserélve a megsemmisült „Ezüst Centurio” páncélt egy új, a klasszikus arany-vörös színkombinációjú 14-es modellre. A 231. szám egyben Bright távozását is jelentett a sorozattól, akit egy szám erejéig Barry Windsor-Smith, majd a 240. számig Jackson Guice, utána pedig maga Bob Layton követte.
Szintén ebben az időszakban történet egy másik esemény, mely ismét gyökeresen felforgatta Tony Stark életét. A férfi egy volt barátnője, Kathy Dare bosszúból szakításuk miatt egy pisztollyal olyan súlyosan megsebesítette Starkot, hogy az lebénult. Páncélja módosításával ugyan továbbra is képes volt ellátni szuperhősi feladatait, de mivel az egész testpáncélt nem hordhatta állandóan, mint egykor a mellvértet a szívébe fúródott repesz miatt, Stark tolókocsiba kényszerült. Ennek hatására, és tekintettel arra hogy kénytelen volt ismét többet viselnie a páncélt, Stark úgy döntött hogy aktív tagja lesz a Bosszú Angyalai Nyugati Tagozatához. Egy műtét után, mely során egy chipet ültettek gerincébe, úgy tűnt állapota javulni kezdett, de ez a sérülés a sorozat egy későbbi, hosszabb cselekménysorozatának csupán első elemét jelentette. Michelinie és Layton második közös korszaka Vasember sorozatában a 250. jubileumi számmal ért véget 1989 decemberében. Az Iron Man következő rendszeres írója a 258. számmal John Byrne lett. Az átmeneti időszakban Dwayne McDuffie, Danny Fingeroth, Fabian Nicieza, Glenn Herdling és Randall Frenz voltak a sorozat írói, valamint Layton is dolgozott egyes számokon. Nagyjából Byrne-vel egy időben tért vissza a sorozathoz ifj. John Romita is, mint rendszeres rajzoló. Kettejük közös munkája volt a második Armor Wars történet (Iron Man #258-266), Michelinie és Layton Stark Wars történetének folytatása. A történetben fény derült rá, hogy a chip, melyet Stark gerincébe ültettek egy techno-parazitát is tartalmazott, mely megtámadta Stark központi idegrendszerét és végül átvette teste felett az irányítást is, mikor Stark nem páncéljában tartózkodott. Az egész terv mögött Stark egyik vetélytársai, a Marrs ikrek és Kearson DeWitt állt. A történetben ezzel párhuzamosan egy másik cselekményszál is futott, melynek főszereplője Vasember egyik legnagyobb ellenfele, a Mandarin és Fin Fang Foom nevű sárkány volt. Starknak ugyan sikerül legyőznie ellenfeleit, de a vírus már akkora károkat okozott, hogy Starkot csak Vasember-páncélja és egy különleges, áramkörökkel átszőtt ruha tudta életben tartani. A Mandarinnal és Fin Fang Foommal való összecsapásra csak néhány számmal később került sor.
Byrne-t a 278. számmal Len Kaminski váltotta le a sorozat írójaként. Paul Ryan, aki még a 267. számmal lett az Iron Man rendszeres rajzolója két számmal Byrne távozása után szintén megvált a sorozattól, helyére Kevin Hopgood került.
Nagy manga-rajongó vagyok, így sokat merítettem olyan művekből mint az Appleseed vagy az Akira. Általában olyanokból amikben hatalmas japán robotok voltak. Emellett filmekből is, amik akkortájt jöttek ki, például a Terminátor vagy a Bolygó neve: Halál.
A sorozat 278. és 279. száma a Galaktikus Vihar Hadművelet (Operation: Galactic Storm) című crossover része volt. A Galaktikus Vihar Hadműveletben, melyben a Bosszú Angyalai belekeverednek két földönkívüli nép, a krí és a siár közötti háborúba, Vasember Amerika Kapitány parancsa ellenére úgy dönt, hogy elpusztítja a krí nép vezérét, a Legfőbb Intelligenciát, hogy az többé ne fenyegethesse a Földet. Időközben Stark állapota rohamosan romlani kezdett a testében lévő techno-parazita miatt, és végül belehalt a fertőzésbe. Végakaratában Stark a vállalatát és a halála előtt kifejlesztett „Hadigép” páncélját legközelebbi barátjára, Jim Rhodes-ra hagyta. Amit azonban még maga Rhodes sem tudott, hogy barátját közvetlenül halála után, annak eredeti terve szerint egy orvoscsapat hibernálta. Az orvosoknak idővel sikerült módosítaniuk a techno-parazitát, mely aztán Stark mesterséges idegrendszereként működött tovább, de teste még jó ideig bénult maradt. Hogy ne legyen mégsem annyira kiszolgáltatott Stark kifejlesztette az NTU-150-es Vasember-páncélt, melyet egy külön egység segítségével képes volt pusztán gondolati úton irányítani. Tony Stark állapota javulni kezdett és az Iron Man 300. számában ismét magára öltötte páncélját. Közvetlenül ezután, a korábbi Galaktikus Vihar Hadművelet és az azóta lezajlott számos incidens végül oda vezetett, hogy az Angyalok Nyugati Tagozatát megszüntették. A Nyugati Tagozat tagjai azonban nem voltak hajlandóak visszatérni az anyaszervezethez, és kiléptek a Bosszú Angyalai kötelékéből, majd pedig Vasember javaslatára megalapították az Erőművek nevű, egy jóval agresszívebb fellépésű csapatot.
Kevin Hopgood után, a 307. számmal Tom Morgan lett az Iron Man rajzolója és egyben Kaminski utolsó alkotótársa a sorozatában. Hopgood és Morgan utolsó jelentősebb története a hatrészes Hand of the Mandarin című crossover volt. A történet harmadik és hatodik része az Iron Man 311. és 312. számában jelent meg, a továbbiak pedig a Force Works és a War Machine című sorozatokban, melyek közül az utóbbi az Iron Man spin-offja volt. A történetben a Mandarin hatalmas erőre szert téve időeltolódást hozott létre és egész Kínát visszajuttatta a feudális korba, majd pedig avatárjai feldúlták az időeltolódástól még érintetlen Hongkong városát. A Mandarin és Vasember közötti végső ütközetre végül Hongkongban került sor. Nagyjából fél évvel a történet után Kaminski a 318. szám után vált meg a sorozattól, majd közvetlenül utána, a 319. számmal Morgan is távozott. Kaminskit Terry Kavanagh követte, de Morgan után a sorozatnak nem lett újabb rendszeres rajzolója. Az első sorozat végéig Mark D. Bright, Jim Cheung, Hector Oliveira és Joe Bennett egy-egy, vagy éppen több számnak voltak a rajzolói.

#### Vasember, az áruló
Terry Kavanagh Vasember-történetei és általános munkássága a Marvel-nél az 1990-es évek középen a mai napig megosztja az olvasók véleményét. Kavanagh ebben az időben több kivételesen nagy történetnek és crossovernek is a központi szerzője volt, így a Pókembert érintő Klón-sztorinak (Clone Saga) valamint a Bosszú Angyalai és Tony Stark életét gyökeresen megváltoztató The Crossing című történetnek. A Crossing 1995 és 1996 között jelent meg az azonos címet viselő egyrészes kiadványban, az Avengers, a Force Works, és a War Machine egyes számaiban, valamint az Iron Man 321. és 325. számai között. A történetben Vasember az Angyalok csapatának több barátját és egy volt Angyalt, Rita DeMara-t, a második Fullánkot is meggyilkolta. Starkról kiderült, hogy már évek óta az időutazó hódító, Kang oldalán áll és együttműködik vele abban, hogy uralma alá hajtsa a Földet. A Crossing részét képezte az egyrészes Avengers: Timeslide is, melyben a Bosszú Angyalai visszautaztak a múltba, ahol a tinédzser Tony csatlakozott hozzájuk, akit még nem rontott meg Kang befolyása. A Crossing végén, az Avengers 395. számában Stark végül Kang ellen fordult és hősiesen feláldozza életét, hogy megmentse barátait és a bolygót. Az Iron Man 326. számában már a tinédzser Tony Stark szerepelt, aki átvette Vasember szerepét idősebb énje halála után.
A Marvel ezzel valószínűleg egy új, fiatal hőst akart teremteni kiadványai számára, amivel eddig nem rendelkezett, szemben legnagyobb riválisa a DC Comics ifjú hőseivel, mint Superboy, Robin és a Tini titánok. Az ifjú Vasember azonban nem bizonyult megközelítőleg sem ilyen sikeresnek. A több mint harmincéves múlttal rendelkező képregényhős leleplezése mint szupergonosztevő és helyettesítése saját módosított változatával nem nyerte el az olvasók tetszését. A sorozat későbbi írója, Kurt Busiek erről így nyilatkozott:
Tonynak muszáj emberként küzdeni valamivel (legyen az a sérült szíve, az alkoholizmus, a pusztuló idegrendszere, vagy bármi más) hogy valós, törékeny embernek hasson az áthatolhatatlan páncélja mögött. A Tony-mint-gyilkos történet, nem tartozik ebbe a kategóriába, de ez vezetett a kamasz Tony bemutatásához. A feltevés az volt, hogy Tony Stark nem volt természeténél fogva érdekes vagy szimpatikus szereplő, hacsak éppen nem egy magánéleti krízisen megy keresztül, melyek idővel egyre nehezebben kezelhetőek a számára. Szóval miért ne helyettesítsük egy új szereplővel, aki már a kezdetektől közelebb áll az ember szívéhez, ahogyan megküzd a kamaszkor problémáival, mely Pókembert is oly népszerűvé tette? Természetesen a dolog végül nem így sült el, de az alapgondolat ez volt.
A kamasz Vasember mindössze hét számban szerepelhetett, mielőtt az Onslaught című történet eseményei után elkezdődött a Marvel egy éven át tartó kísérlete, hogy újraalkossa saját univerzumát. Az Iron Man első sorozata 332. számmal, 1996 szeptemberében ért véget.
Néhány évvel később a Crossing egész eseménysorozatát teljesen más megvilágításba helyezte az 1998 és 2000 között megjelent Avengers Forever című minisorozat. Kurt Busiek és Roger Stern írók a sorozattal az évek során összegyűlt cselekménybeli következetlenségeket kívánták megszüntetni több retconnal. Az Avengers Forever 8. számában kiderült, hogy Tony Starkot valójában nem Kang, hanem az őt imitáló időutazó zsarnok, Immortus manipulálta, már a Galaktikus Vihar Hadművelet eseményei során is.

#### Az újjászülető hősök és Vasember harmadik sorozata
Az Onslaught című történet végén a Marvel-univerzum számos hőse, köztük az új Vasember is feláldozta az életét, hogy megmentsék a Földet. A szuperhősök halálával vette kezdetét a Marvel Heroes Reborn nevet viselő kísérlete, melyben a kiadó az új generációhoz tartozó olvasóközönség számára kívánta modernizálni régi hőseit. Az újraindított négy sorozat között szerepelt az Iron Man is, melynek első száma 1996 novemberében jelent meg. Vasember új sorozatának elkészítéséhez a Marvel külső alkotókat kért fel. A sorozat írója Jim Lee és Scott Lobdell lett, rajzolói pedig Whilce Portacio, Ryan Benjamin és Terry Shoemaker lettek. Vasember második sorozata, akárcsak a Heroes Reborn többi kiadvány, igen vegyes kritikákat kapott. Scott Lobdell nyilatkozata szerint a végtelenségig ismételgetett klisék nélkül, de tisztelettel a sorozat korábbi alkotói iránt próbálta újraalkotni Vasembert.
A Heroes Reborn Vasember sorozatában Tony a megváltást keresi, bár talán a megváltás túl erős kifejezés erre. Mondjuk inkább úgy, hogy sokáig nyomasztotta valami, és korábban olyan dolgokat tett, amikre egyáltalán nem büszke.

Úgy gondolom, hogy a legtöbben olyan dolgokat hiányolnak az új sorozatból, amik véleményem szerint a sorozat hibái voltak. Először is, néhányan úgy akarják ábrázolni az „első” Tonyt, mint egy nemes lelkű embert, de én úgy gondolom emlékeznünk kell arra is, hogy az „első” Tony egy fegyverkereskedő volt!!! A örökségét arra használta, hogy fegyvereket adjon el embereknek, akik azzal megöltek másokat… ezzel kereste a pénzt. (…) A személyes véleményem mindig az volt, hogy Tony vonzereje nagyrészt abból fakadt (akárcsak Stephen Strange esetében), hogy egy folyamat révén vált hőssé. Amerika Kapitány mindig is hős volt – az előtt is, hogy megkapta volna a szérumot, a szíve a helyén volt. Stark és Strange ezt lépésről lépésre érte el.
Az eredetileg 12 részesre tervezett második sorozat végül egy 13. crossover számmal ért véget, mely után a Heroes Reborn hősei a Heroes Reborn: The Return című minisorozatban visszatértek a „hagyományos” Marvel-univerzumba. Vasember harmadik sorozata 1998 februárjában indult útjára. Első alkotópárosa Kurt Busiek író és Sean Chen rajzoló voltak. A Heroes Reborn univerzumából Tony Stark mint a Crossing előtti felnőtt Tony tért vissza, nem pedig mint fiatalabb énje, de ennek ellenére rendelkezett annak emlékeivel is. Stark egyéves távolléte alatt cégét felvásárolta egy japán vállalat, a Fujikawa Corportion, ezért új vállalkozásba kezdett. Megalapította a Stark Solutions nevű tanácsadó vállalatot melynek profitjának nagy részét humanitárius és jótékonysági projektekbe forgatta vissza. Vasember a Heroes Reborn eseményei után újraindított szintén újraindított Avengers-nek is rendszeres szereplője lett, mint a Bosszú Angyalai aktív tagja. Busiek visszahozott olyan mellékszereplőket mint Happy Hogan és Pepper Potts, akik egykor a sorozat meghatározó szereplői voltak, de az első sorozat vége felé szinte alig szerepeltek benne. A sorozat egyik új mellékszereplője, Stark későbbi szerelme Fudzsikava Rumiko volt. Busiek emellett ismét nagyobb hangsúlyt fektetett Tony Starkra, mint az emberre a „vasálarc” mögött. 1999 elején, a sorozat 14. számával csatlakozott az alkotói csapathoz Roger Stern társíró, akivel Busiek abban az időben egy másik minisorozaton, az Avengers Forever-en is együtt dolgozott. A történetek szülőatyja Busiek volt, Stern a végső simításokat végezte és a szkripteket írta.
Busiek és Stern az Iron Man 26. számában búcsúzott a sorozattól, aminek új írója Joe Quesada lett.
A fő szempont számomra, hogy a páncél ne előzze meg Tonyt, mint a történet főszereplője.
Quesada csak két nagyobb történet erejéig csatlakozott a sorozat alkotóihoz. Első történetében Tony Stark, mint közönséges ember vette fel a harcot ellenfelével, mely maga Vasember-páncélja volt. Quesada előbbi kijelentéséhez híven Tony valóban pusztán emberi adottságai révén aratott győzelmet, ugyanakkor ironikus módon Tony mellett öntudatra ébredt Vasember-páncélja is önálló, független főszereplőjévé vált a történetnek. A saját személyiséget létrehozott páncél el akarta pusztítani Starkot, amiért az nem volt hajlandó egybeolvadni vele. A gép végül azonban saját magát áldozta fel, hogy megmentse teremtőjét mikor az a harc során szívrohamot kapott. A páncél saját elektronikájából új szívet állított elő Tony számára. A 31. számmal Frank Tieri társíró is csatlakozott a sorozathoz, majd Quesada távozásával, a 35. szám után egymaga folytatta a sorozat írását. Sean Chent Tieri érkezésével egyidőben Alitha Martinez váltotta le. 2000 végén, mialatt Quesada és Tieri még együtt írta a sorozatot, jelent meg a négyrészes Iron Man: Bad Blood című négyrészes minisorozat. A Bad Blood szerzői Vasember kalandjainak legendás írópárosa, David Michelinie és Bob Layton volt, akik tízéves szünet után dolgoztak ismét együtt egy Vasember-történeten.
Tieri két jelentősebb története Quesada távozása után a Távirányítás (Remote Control) és a Nagy Bumm-elmélet (Big Bang Theory) volt, melyek szorosan kapcsolódtak egymáshoz. Az első történetben Tieri bemutatott egy új szereplőt, Tiberius Stone-t, Stark gyermekkori barátját és riválisát. Stone hosszú évek után tért vissza Európából és visszatérése után azonnal hozzákezdett, hogy „barátját” ellehetetlenítse az üzleti és a közéletben egyaránt. Hadjárata igen sikeres volt és a Stone által ösztönzött médiatámadások hatására Stark tőle szokatlan módon úgy döntött, hogy egész vagyonát átadja a Bosszú Angyalait finanszírozó Maria Stark Alapítványnak, ő maga pedig Hogan Potts álnéven hétköznapi munkát vállalt egy fejlesztő és kutató cégnél. A Big Bang Theory-ban fény derült rá, hogy Stark döntése, hogy visszavonul az üzleti élettől, nem egészen csak rajta múlott, hanem Stone is manipulálta a tudatalattiját. Tieri ezen két történetének végkifejlete az volt, hogy Stark eltökélte magát, hogy visszaszerzi régi vállalatát melyről korábban lemondott.
Nos, számomra Tony Stark elsősorban és mindenekelőtt feltaláló. Ez a személyiségének a magja. Éppen ezért volt érdekes számomra a Stark Solutions dolog, amit Kurt írt, de csak egy ideig. Hosszabb távon ugyanis nem nézhettem tétlenül, hogy Stark ezt csinálja. Ő a tökéletesség megszállottja. Birtokló típus. Újat akar alkotni.
Keron Grant az Iron Man 41. számával lett a sorozat rajzolója. Az ő nevéhez fűződik egy új és igen különleges, a nanotechnológián alapuló S.K.I.N.-páncél megalkotása. A páncél ugyan nem volt túl hosszú életű a sorozatban, viszont kialakításában maguk a sorozat olvasói is részt vehettek.
2002 márciusában, az Iron Man 50. jubileumi számával a sorozat teljes alkotói gárdája lecserélődött. Írója Mike Grell, rajzolója Michael Ryan lett. Grell amellett, hogy a sorozat írója volt több borítórajzot is készített, így például a háromrészes Fénylő vasban (In Shining Iron) című történet borítóit is.
Úgy gondolom az olvasók azért szeretik őt (Tony Starkot), mert a szíve legmélyén egy hétköznapi ember, aki éppenséggel nem hétköznapi tetteket vitt véghez. Élete folyamán keményen megküzdött több komoly fizikai és érzelmi problémával, és ami a legfontosabb, nem mindig a helyes utat választotta… és ez igencsak próbára tette.
Grell írói munkássága alatt a legnagyobb fordulatot az jelentett Tony Stark életében mikor a harmadik sorozat 55. számában (a sorozatokat összesítve a 400. jubileumi számban) Stark leleplezte a nyilvánosság számára, hogy ő viseli Vasember páncélját. Grell utolsó történetének társírója, mely az Embervadászat (Manhunt) címet viselte, Robin D. Laws volt, aki Grell 66. szám után való távozásával vette át és egyedül fejezte be azt. Michael Ryant a 69. szám után Robert Teranishi rajzoló váltotta le. A harmadik sorozat utolsó jelentős írója John Jackson Miller volt, aki Jorge Pereira Lucas rajzolóval a 73. számmal vette át a munkát.
A haditechnika fejlődése a terror elleni háborúban olyan esemény mely természetes módon hatással lenne Vasember életére, ezért választottam ezt a témát. Mindig becsültem azokat a képregényeket, amik a való élet eseményeiben és történéseiben játszódnak – addig, amíg szórakoztatóak is. Ha tanulunk valami újat is közben, csak növeli az értékét.

A Legjobb védelem egy olyan problémával szembesítette Tony Starkot, melyet Vasemberként maga teremtett meg – és rá kell döbbennie, hogy Vasemberként nem oldhatja meg azt, csak mint Tony Stark.
Miller első története, a Legjobb védelem (The Best Defense), közvetetten kapcsolódott az Egyesült Államokat ért 2001. szeptember 11-ei terrortámadáshoz, illetve az Államok azt követő terrorizmus elleni háborújához. A történetben Tony Stark felfedezi, hogy a kormány ismét az általa kifejlesztett fegyvereket és technológiákat próbálja bevetni a hadszíntéren. Ellentétben David Michelinie és Bob Layton korábbi Stark Wars című történetéven, most Stark nem tehetett semmilyen ellenlépést ennek megakadályozására. Ennek oka a közte a kormány között fennálló egyezség volt, mely szerint a páncél számára kifejlesztett technológiát és magát a páncélt csak Stark egyik alkalmazottja használhatja. Mivel azonban kiderült, hogy maga Stark és nem egy beosztottja használta a Vasember-páncélt, a kormány is jogosan tarthatott igényt annak fegyverkészletére. A kormány ugyan felkérte Starkot, hogy mint tanácsadó vegyen részt a technológia a hadászatban való felhasználásában, de ő úgy érezte hogy ez nem biztosít teljes felügyeletet találmányai felett. Stark végül úgy döntött, hogy erre csak mint az Államok hadügyminisztere lehet képes. George W. Bush a történet utolsó részében, a 78. számban ki is nevezte.
Miller következő négyrészes története már a háborús Irakban játszódott, melynek a rajzolója Philip Tan volt, aki csak erre a rövid időszakra váltotta le Lucast. Miller utolsó története már az Angyalok, oszolj! (Avengers Disassembled) című crossover részét képezte, melynek végeredményeként a Bosszú Angyalai csapata széthullott. Ez azonban csak előfutára volt a harmadik Iron Man sorozat utolsó történetének, melynek írója Mark Ricketts, rajzolója pedig Tony Harris valamint az utolsó számé Scott Kolins volt. Stark a történet során elveszíti szerelmét, Rumikot. Ez, és az Avengers 500-503. számaiban megjelenő Káosz című történet eseményei miatt Stark lemondott a kormányban betöltött pozíciójáról, a Vasember-páncélról, majd pedig közös megegyezés alapján feloszlatta a Bosszú Angyalai csapatát is. A harmadik Iron Man sorozat a 89. számmal, 2004 decemberében ért véget.

#### Tony Stark, a „jövő tesztpilótája”: a negyedik sorozat
Vasember negyedik sorozata 2005 januárjában vette kezdetét. A Marvel a szakma egyik legendás alakját, Warren Ellist kérte fel, hogy legyen a sorozat első történetének írója. A történet rajzolója Adi Granov volt, aki 2004-ben egyike volt azon rajzolóknak akiket a Marvel főszerkesztője, Joe Quesada a kiadó ifjú tehetségei közé sorolt. Granov már 2003 decembere óta az Iron Man borítóinak rendszeres rajzolója volt, de a Marvelnél ez volt az első nagyobb történet, melyben belső rajzok készítőjeként közreműködhetett. Granov az Extremis című hatrészes történeten Ellissel való közös munkájukat így jellemezte:
Nagy rajongója vagyok az írásainak, szóval igazán nagy élmény volt egy ilyen kaliberű tervezeten együtt dolgozni vele. Igen tanulságos volt számomra látni, hogy hogyan születik meg egy történet az ő tolmácsolásában. Warren nem igazán tartozik az együttműködő írók közé, de a rajzolónak ír, és lenyűgöző volt látni ahogyan az írásai stílusát az erősségeimhez idomította, anélkül hogy beszéltünk volna róla.
Az Extermisben Ellis nagyban modernizálta Vasembert, saját szavaival élve a jövő tesztpilótájává tette. Ehhez azonban elkerülhetetlen volt a páncél viselőjének, Tony Starknak az eredettörténetét is megváltoztatni. A szereplő 1963-ban, a vietnámi háborúban tűnt fel először a képregények lapjain, ami még a Marvel-univerzum sajátos időtörvényei ellenére is túl öreggé tették volna egy reális, a 21. században élő, némiképpen megtért playboy és élvhajhász multimilliomos megformálásához. Ellis Tony Stark Vasemberként való újjászületésének történetét az öbölháború idejére tette át, ahol az akkor húszas éveiben járó feltaláló a saját maga által tervezett aknáktól szenvedett sérülést, majd esett az ellenség fogságába. Ezekre a történet jelenben játszódó cselekményével párhuzamosan, visszapillantásokból derült fény.
Legyünk őszinték – a fegyvergyártók nem igazán tartoznak a humanitáriusok vagy példaképek közé. Tulajdonképpen egyetlenegy van, akinek a nevét megemlíthetjük anélkül, hogy köpnünk kéne – ő Alfred Nobel. Aki megpróbálta azt a véres pénzt visszaforgatni valamibe, ami magasabbra emeli az emberi fajt.

Tony Stark, másrészről, úgy tett, mintha saját testőre lenne, hogy az emberek szeressék (mikor láthatatlanul megbújt a Vasember-páncél mögött).

De mi lenne ha úgy határozna, hogy „Alfred Nobel” lesz? Mi lenne ha most ő, a Vasember-technológián keresztül, a terepen tesztelné a jövőt? Saját testét használva megváltó technológiák kikísérletezésére.
Stark üzletemberként megpróbált szabadulni a múlt árnyaitól, de közben Vasemberként egy addig nem látott erővel rendelkező ellenféllel került szembe. A vele való harc során életveszélyes sérüléseket szenvedett és kénytelen volt ugyanazt a kísérleti technológia felhasználni ami ellenfelét közel legyőzhetetlenné tette. Az Extermis nevű szuperkaton-szérum hatására Stark technopatikus képességekre tesz szert, mely képessé tette, hogy gondolati úton irányítson különböző elektronikai berendezéseket, köztük a Vasember-páncélt is.
Az Extermis után Ellist az HBO Carnivàle – A vándorcirkusz című díjnyertes sorozatának egyik megalkotója, Daniel Knauf és fia, Charles Kanuf írók követte, Granov helyére pedig Patrick Zircher került. A Program indítása (Execute Program) című történetükben Tony Starkot az Extermis segítségével kényszerítették gyilkosságok elkövetésére. Bár végül sikerül megszabadulni az idegen befolyás alól, a történet utolsó részének utolsó mondata már előszele volt a Marvel 2006-2007-es Polgárháború (Civil War) című crossover-történetének, mely alapjaiban változtatta meg a kiadó minden szereplőjének, köztük Tony Starknak is az életét.
Minden szuperhős egy potenciális fegyver, és ahogy én tudom, a fegyverekhez engedély szükséges.

##### Az új status quo
A Polgárháború eseményeinek közvetlen kiváltó oka az Új Harcosok nevű szuperhőscsapat felelőtlen támadása volt a erejüket messze meghaladó szuperbűnöző, Nitro ellen. Az incidens során több mint hatszázan vesztették életüket, köztük gyerekek és maguk az Új Harcosok is. A kormány életbe léptette a szuperhős regisztrációs törvényt, mely minden nem regisztrált és személyazonosságát titokban tartó bűnüldözőt törvényen kívülinek nyilvánított. Tony Stark a regisztrációt támogatók fő vezéralakja lett, míg legjobb barátja Steve Rogers, vagyis Amerika Kapitány a törvény ellen foglalt állást. Vasember a sorozat alatt a Marvel-univerzum egyik kulcsszereplőjévé emelkedett fel. A szuperhősök polgárháborúja a regisztrációt támogatók győzelmével végződött és ha közvetetten is, de Amerika Kapitány, Stark egyik legközelebbi barátjának halálához vezetett. A hétrészes Polgárháború és a kapcsolódó történetek írói maguk sem maradtak pártatlanok. Mark Millar, a fő történet írója Tony Stark oldalát próbálta kedvezőbb fényben feltüntetni, míg véleménye szerint a kapcsolódó történetek írói éppen a másik oldalra, Amerika Kapitány mellé álltak.
A történetet követően Tony Stark a regisztrációs programot és az Egyesült Államok 50 tagállamára kiterjedő Kezdeményezést felügyelő szervezet, a S.H.I.E.L.D. igazgatója lett. Stark az újonnan kialakult hatalmi egyensúlyban központi szerepet kapott. Mivel a regisztrációs törvény hatása közvetlenül vagy közvetetten hatással volt a Marvel más hőseinek életére, Vasember szinte minden Marvel-sorozat visszatérő szereplőjévé vált. Ezekben a sorozatoknak az írók többnyire mind másképpen, más szemszögből és megközelítésből ábrázolták a szereplőt. Ed Brubaker, Amerika Kapitány sorozatának írója így nyilatkozott Tony Starkról:
Bendis és én sokat beszélgettünk róla, mert tudtuk, hogy a Polgárháború után sokszor fog még szerepelni (Tony Stark). Megegyeztünk abban, hogy büszkén és egyszersmind borzasztóan fogja magát érezni. Úgy gondolja helyesen cselekedett, azt tette amit kell, hogy megvédje a világot és a barátait. Büszke a regisztrációs programra és a Kezdeményezésre, de ugyanakkor mérhetetlenül le is van sújtva, hogy barátja (Amerika Kapitány) ellen fordult, és hogy megölette azt az embert, akit a legjobban tisztelt. Ugyan nem vett részt az összeesküvésben, és nyilvánvalóan nem tehető felelőssé a történtekért, mégis felelősnek érzi magát. Szóval én így mutatom be őt. Soha nem gondoltam, hogy rosszfiú lenne, számomra szimpatikus szereplő. Az emberek hibáznak, azt teszik amit helyesnek vélnek és ettől még nem lesznek rossz emberek.

## Tony Stark

### Eredettörténet: Megszületik Vasember
Anthony Edward Stark a milliárdos iparmágnás Howard és Maria Stark gyermeke. Howard Stark vállalata, a Stark Művek az Egyesült Államok legnagyobbjai közé tartozott. Tony már fiatalan nagy érdeklődést mutatott a gépészet iránt. Tizenöt évesen felvételt nyert az MIT-re és 19 évesen már két diplomát is szerzett fizikából és gépészetből. A tudományokban való zsenialitása mellett a gondtalan playboyok életét élte és nem vetette meg sem a nőket, sem pedig az alkoholt. Szüleit 21 évesen veszítette el egy autóbalesetben. A Stark Művek új tulajdonosaként kis időbe tellett amíg alkalmazkodott a vezetői szerephez és gyakran talált kifogásokat, hogy ne kelljen az irodában töltenie idejét.
Vietnámban a vietnámi háború alatt egy általa kifejlesztett tranzisztort mutatott be a hadseregnek, mikor a vietkongok rátámadtak. Egy akna robbanásakor srapnel fúródott a mellkasába és elveszítette eszméletét. Mikor magához tért Wong-Chu, egy rablóbanda vezérének a fogságában találta magát. Wong-Chu tudta, hogy milyen értékes foglyot ejtett, de azt is, hogy a Tony mellkasába fúródott srapnel egyre közelebb került a férfi szívéhez és már csak napjai vannak hátra. Wong-Chu azzal akarta zsarolni Tonyt, hogy addig nem kap orvosi segítséget, amíg nem épít neki is fegyvereket. Tony beleegyezett, de tudta hogy Wong-Chu úgysem fogja betartani ígéretét és ezért szökési terven kezdett dolgozni. Tonyval együtt raboskodott Yinsen professzor is, egy híres kínai orvos és feltaláló. Együtt elkezdtek megépíteni egy páncélt, mely képes volt Tonyt életben tartani azután, hogy a repesz eléri a szívét.
Tony állapota rohamosan romlott a páncél pedig éppen az utolsó pillanatba készült el. A páncél árammal való feltöltéséhez azonban időre volt szükség, az őrök pedig már közeledtek a két rab szobájához. Yinsen professzor kétségbeesett szökést színlelt és feláldozta az életét, hogy időt nyerjen Tony számára. Miután a páncél működőképessé vált, Tony elpusztította Wong-Chu rablótáborát és visszatért az Egyesült Államokba. Mivel a srapnel már belefúródott a szívébe, Tonynak a páncél mellvértjét továbbra is folyamatosan viselnie kellett, hogy életben maradjon.
A 2005-ben negyedszerre újraindított Vasember-sorozatban Warren Ellis Stan Lee és Larry Lieber 1963-ban írt eredettörténetét közelebb helyezte a 21. század elejéhez. Tony Stark Vasemberré való átalakulásának helyszínét a vietnámi háborúból az 1991-es öbölháborúba helyezte át.

### A Vasember-páncél
A Vasember-páncél számtalan kisebb és nagyobb változtatáson ment át a szereplő első, 1963-as megjelenése óta. A Tales of Suspense 39. számában megjelent, Don Heck és Jack Kirby által megalkotott szürke és ormótlan modell már a következő számban aranyszínű festést kapott. A 48. számban pedig már egy teljesen új páncéllal találkozhattak az olvasók, mely először alkalmazta a máig is használt arany-vörös színkombinációt.
A Marvel 1993-ban Iron Manual címen kiadott füzete kizárólag a sorozatban addig feltűnt páncélok kitalált felépítésével és technológiájával foglalkozott. A képregényekben használt terminológia a különböző páncélok megjelölésére a modell (Model) és a változat (Mark) szavakat használja. Egy újabb modell megjelenése látványos változtatást jelent a páncélon, mely azonnal szembetűnik az olvasónak. Ezzel szemben az egy bizonyos modellen történt kisebb változtatások már nem ennyire szembetűnőek, és lehet, hogy csak a fűzet szövegében történik rájuk utalás. Mivel Vasember saját füzetén kívül több másik képregényben is sokszor megjelent, a páncél ilyen kisebb módosításait igen bonyolult nyomon követni. Ennek meghatározását nehezíti ha az éppen aktuális rajzoló kevéssé ügyel a részletekre, vagy csak éppen beugróként dolgozik a füzeten (az Iron Man 330. számában például a páncél részletei oldalról oldalra változnak). Ez természetesen igaz a színezők munkájára is, így például az 1994-es Modulusos-páncélra, melynek néhány lemét az Iron Man és a Force Works sorozatok színező rendszeresen, egy füzeten belül is egyszer vörös, máskor arany színnel látták el.
A számos eltérő kinézetű és fejlettségű páncél a különbségek ellenére több, általában mindegyikben megtalálható felszereléssel és képességgel rendelkezik. Repülésre már a legelső modell is képes volt. A tenyéren található repulzor-fegyver végleges változata a Tales of Suspenes 55. számában debütáló 3-as modellnek tartozott először a fegyverrendszeréhez, mely a korábban használt mágneses taszítófegyvert váltotta fel. A mellkason található sugárnyaláb-fegyver szintén itt szerepelt először.
Az általános célokra épített páncélok mellett a sorozatban számos speciális feladatra kifejlesztett páncél is megtalálható. Speciális környezeti viszonyok leküzdésére készült az Iron Man 142. számában szereplő űrpáncél és a 218. számban feltűnt mélytengeri-páncél. Különböző ellenfelek ártalmatlanná tételére szintén készültek páncélok, így a Black Panther 44. és 45. számában szereplő Műanyag Kísértet nevű lopakodó-páncél, melyet Tony Stark speciálisan a Fekete Párduc ellen épített meg. Ilyen páncélok Thor és a Hulk ellen is készültek. (Több űrpáncél és "Hulkbuster", lehetséges magyar fordításban "Hulkzúzó") "modell" is készült a 616-os földön. A Marvel-moziuniverzumban és a lego marvel játékokban a páncélok nem "model", hanem "mark" elnevezést kapnak.)

## A sorozat mellékszereplői
Pepper Potts, Tony Stark titkárnője a Tales of Suspense 45. számában, 1963 szeptemberében szerepelt először. A vörös hajú, szeplős és életrevaló fiatal nő, aki kezdetben gyengéd érzelmeket táplált főnöke iránt hamar Stark hűséges és megbízható szövetségese lett. Happy Hogan, Stark sofőrje és testőre Pepperrel egy időben, a Tales of Suspense 45. tűnt fel. Stark, Pepper és Hogan között hamar szerelmi háromszög alakult ki, melynek véglegesen Potts és Hogan házassága vetett véget a Tales of Suspense 91. számában. Peppert és Hogant a sorozat első alkotópárosa, Stan Lee és Don Heck alkotta meg. Jim Rhodes, Stark pilótája és legközelebbi barátja az Iron Man 118. számában, 1979 januárjában szerepelt először. A szereplőt Vasember sorozatának talán legsikeresebb alkotópárosa, David Michelinie és Bob Layton alkotta meg. Rhodes egy retcon segítségével lett szerves része a történetnek, mely szerint Stark és Rhodes még Vietnámban ismerkedtek meg, nem sokkal azután, hogy Starkból Vasember lett.
Potts, Hogan és Rhodes az Iron Man-sorozat „klasszikus” mellékszereplői közé tartoznak, akik még ha időről időre hosszabb-rövidebb távra el is hagyták a füzetet, mindig visszatértek. Velük szemben a sorozatnak számos olyan mellékszereplője van, akik csak bizonyos korszakokban voltak fontos szereplői a füzetnek. Jasper Sitwell az 1960-as évek második felében és az 1970-es évek elején volt rendszeresen visszatérő mellékszereplője a sorozatnak. Sitwell nem Vasember füzetében tűnt fel először, hanem a Strange Tales 144. számában, 1966 májusában Nick Fury mellett, a S.H.I.E.L.D. egyik ügynökeként. Vasember melletti első szereplése másfél évvel később, a Tales of Suspense 93. számában volt. Bethany Cabe, a talpraesett de hányattatott múltú testőr az Iron Man 117. számában mutatkozott be 1978 decemberében és 1981-ig volt rendszeres szereplője a füzetnek. Cabe-et hamar romantikus szálak fűzték Starkhoz és ő volt az aki átsegítette az alkoholizmusban szenvedő férfit első krízisén a Démon a palackban (Demon in a Bottle) című klasszikus történetben. Starkot és Cabe-et a körülmények és a nő múltja eltávolította egymástól, de baráti kapcsolatuk megmaradt és Cabe 1981 után is vissza-vissza térő vendégszereplő maradt. Morley és Clytemnestra Erwin 1983 és 1986 között voltak a sorozat mellékszereplői, abban az időszakban mikor Starkot egyre súlyosbodó alkoholproblémái miatt Rhodes váltotta fel mint Vasember. Mikor az elszegényedett Stark elindult a gyógyulás útján Morley és Cly segített neki megalapítani a Circuits Maximus nevű vállalkozást a Szilícium-völgyben. Morley egy bobmamerénylet áldozata lett Cly pedig Starkot hibáztatta öccse haláláért. Clytemnestrával végül tragikus módon az a bomba végzett mellyel Starkon akart bosszút állni. Cly rendelkezett egy rejtélyes hatodik érzékkel is, ennek a képességének az eredete és valódi természete azonban nem bontakozott ki a sorozatban. Mindkét szereplőt Dennis O’Neil író és Luke McDonnell rajzoló alkotta meg. Fudzsikava Rumiko, Tony Stark egyik nagy szerelme Vasember harmadik sorozatának egyik jelentős mellékszereplője volt 1998 és 2004 között. Rumiko nem sokkal a sorozat kezdete után, a negyedik számban szerepelt először, és nem néhány számmal annak befejezése előtt hunyt el. Rumikót Kurt Busiek és Sean Chen alkotta meg. Maya Hansen 2005 januárjában, Vasember negyedik sorozatának első számában szerepelt először. Hansen fejlesztette ki az Extremis nevű technológiát, mely Tony Starkot is technopatikus képességekkel ruházta fel.

### Ellenfelek
Vasember egyik első, legjellegzetesebb és máig egyik leghalálosabb ellenfele a Mandarin, akinek első szereplése a Tales of Suspense 50. számában volt 1964 februárjában. A Mandarin kezdetben őrült tudósként jelent meg a történetekben, akinek zsenialitása Tony Starkéval vetekedett. Az évek során a tudós inkább mágussá formálódott, aki éppen a technológia elpusztítására és a „régi rend” visszaállítására törekedett. Jellegzetes fegyvere tíz földönkívüli gyűrűje, melyek mindegyike egyedi fegyverként működik. Madame Masque a Tales of Suspense 98. számában, 1968 februárjában szerepelt először, akkor még Whitney Frost néven. Frostról kiderült, hogy a Nefaria gróf nevű mesterbűnöző lánya és Madame Masque-ként néha mint Stark ellenfele, segítője vagy éppen szeretője tűnt fel az évek során.
Vasember ellenségeinek egyik csoportja a hidegháború éve alatt megszületett, a szabad világot fenyegető kommunista fenyegetést megtestesítő szereplők voltak. A Vörös Dinamó személyazonosságát először a páncél feltalálója, Anton Vanko professzor vette fel a Tales of Suspense 46. számában, 1963 októberében. Őt számos szovjet és orosz férfi követte. A Titánembert a Szovjetunió saját bajnokaként alkotott meg Vasember mintájára. A Titánember-páncélt először Borris Bullski öltötte magára a Tales of Suspense 69. számában, majd őt követően a Gremlin nevű őrült tudós próbálta elpusztítani vele Vasembert.
Vasember ellenségeinek másik csoportjába üzleti ellenfelei tartoztak, akik nem válogattak a módszerekben, hogy átvegyék vagy elpusztítsák Tony Stark vállalatát. Mordecai Midas, a görög milliárdos az Iron Man 17. számában, 1969 szeptemberében szerepelt először. Midas egyetlen célja az volt, hogy ő legyen a leggazdagabb a világon. Ennek érdekében megpróbálta mind legális, mid illegális eszközökkel átvenni a Stark Műveket. A milliárdos Justin Hammer 1979-ben, az Iron Man 120. számában tűnt fel először. Hammer szinte a playboy Stark ellentéte volt, kifinomult angol úriember, aki mellesleg vagyonát különböző törvénytelen üzletekkel gyarapította. Hammer volt a szuperbűnözők egyik legnagyobb beszállítója, aki különböző lopott technikai újdonságokkal és fegyverekkel látta el őket. A Démon a palackban (Demon in a Bottle) című történetben sikerült átvenni a Vasember-páncél feletti irányítást, és így Starkot felhasználva meggyilkolnia egy nagykövetet. Ez az eset vezetett Stark első alkohol-kríziséhez. Obadiah Stane az Iron Man 163. számában, 1982 októberében szerepelt először. Stane manipulációi és támadásai révén szerezte meg Stark vállalatát és taszította őt a mélypontra, ahonnan Stark ismét az alkoholizmusba menekült. Stane végül a Vasember-páncél tervei alapján elkészített Vasmángor-páncélban ütközött meg Starkkal. Mikor látta, hogy nem nyerhet a kudarc elől Stane az öngyilkosságba menekült. A Vasmángor személyazonosságát Stane-t követően többen is magukra öltötték. Stark dúsgazdag üzleti ellenfelei természetesen többnyire nem maguk személyesen intéztek támadást vasember ellen, hanem más szuperbűnözőket béreltek fel erre a feladatra, köztük például a Szellemet vagy a Mester-Kémet.
A szovjet fenyegetés, milliárdos üzleti ellenfelei és más szuperbűnözők mellett azonban Tony Stark legveszélyesebb ellenfele az alkoholizmus.

## Mások a Vasember-páncélban
Happy Hogan először a Tales of Suspense 84. számában öltötte magára a Vasember-páncélt, mikor Tony Stark sérült szíve miatt kórházba került. Az újságírók gyanakodni kezdtek, hogy Stark Vasember, ezért Hogan, hogy elterelje a gyanút főnökéről átmenetileg átvette Vasember szerepét. Hogan legközelebb az Iron Man 82. számban tette meg ugyanezt, hogy Stark és Vasember egy időben egy helyen mutatkozhasson.
Michael O’Brien az Iron Man 98. számában azért vette fel a Vasember-páncélt, hogy segítsen Starknak felvennie a harcot Naptűzzel. Egy korábbi bűnöző, Clay Wilson, aki Starktól második esélyt kapott, hogy új életet kezdhessen az Iron Man 244. számában öltötte magára a lopakodó Vasember-páncélt.
Tony Starkon kívül a leghosszabb időre James Rhodes vette át Vasember szerepét (Iron Man 169–199.) mikor Starkon eluralkodott alkohol-problémája. Vasemberként Rhodes részt vett a Marvel szuperhőseinek Titkos háborújában és tagja lett a Bosszú Angyalai Nyugati Tagozatának is. Évekkel később miután Stark lett ismét Vasember Rhodes saját páncélt kapott főnökétől, hogy Hadigép néven saját szuperhősi karrierbe kezdhessen.
Az Iron Man 300. jubileumi számában Rhodes vezetésével Happy Hogan, Eddie March, Bethany Cabe, Mike O’Brien és Clay Wilson (akkori nevén Carl Walker) Stark oldalán szálltak harcba Ultimo ellen. A „Vaslégió” tagjainak mindegyike Stark egy régebbi páncélját öltötte magára.

## Vasember a Marvel alternatív valóságaiban
A Marvel más szereplőihez hasonlóan Vasembernek, vagyis Tony Starknak is számos énje létezik a Marvel-multiverzum párhuzamos valóságaiban. A Marvel koncepciója szerint ezek az ének ugyanolyan valósak, mint a Marvel mainstream univerzumában, besorolás szerint a 616-os Földön létező Tony Stark.
Ezek közül az alternatív változatok közül a legjelentősebb a Marvel Újvilág-sorozataiban (eredetileg Ultimate) szereplő Tony Stark, akinek első szereplése az Ultimate Marvel Team-Up negyedik számában volt 2001 júliusában. Vasembernek ezt az új változatát Stan Lee eredeti ötlete alapján Brian Michael Bendis író és Mike Allred rajzoló alkotta meg. Az új Vasember több Újvilág-sorozatnak is szereplője lett (Ultimates, Ultimate War, Ultimate Six), majd pedig 2005 májusában saját sorozatot is kapott melynek öt száma jelent meg. Azt első sorozatot sikerét követően a Marvel egy újabb, négyrészes minisorozatot indított a szereplővel 2008 februárjában.
Vasember egy másik alternatív változatának önálló sorozata a Marvel Adventures cégjelzés alatt jelenik meg. Ennek a Vasembernek a kalandjai szintén egy külön valóságban játszódnak, elkülönülve még a több Marvel Adventures-sorozat világától is. A történetek a klasszikus Vasember-mellékszereplőkkel a Stan Lee-féle füzetek hangulatát idézik.

## Megjelenése a képregényeken kívül

### Megjelenése filmekben és rajzfilmekben
Vasember a televíziók képernyőjén először az 1966-os, The Marvel Superheroes című animációs sorozat epizódjaiban szerepelt. A rajzfilmben igen csekély volt az animáció, az egyes képeket közvetlenül a képregények lapjairól másolták át a filmkockákra. A sorozatban John Vernon, kanadai színész kölcsönözte hangját a páncélos hősnek. Vasember az 1980-as és 1990-es években több animációs sorozatban is vendégszerepelt. Következő jelentős szereplése az 1994-ben sugárzott és saját nevét viselő animációs sorozatban volt. Vasember ebben a sorozatban Robert Hays hangján szólalt meg. A főszereplő eredettörténete némiképpen módosult a rajzfilmben és nem mint magányos hős, hanem egy szuperhős-csapat vezetőjeként szerepelt. A készítők a csapatot a Force Works című képregényben megjelenő Erőművek nevű csapat mintájára alkották meg.
Vasember egyik főszereplője volt a 2006-os Ultimate Avengers és az Ultimate Avengers 2 című animációs filmeknek. A két egész estés rajzfilmet a Lions Gate Entertainment készítette és közvetlenül DVD-lemezen került forgalomba. A filmek története és szereplői a Marvel „hagyományos” Bosszú Angyalainak és Újvilág sorozatában szereplő Különítménynek a keveréke volt. 2007 januárjában jelent meg a szintén csak DVD-n kiadott The Invincible Iron Man című animációs film, mely jóval az Ultimate Avengers első részének cselekménye előtt játszódik és Vasember eredettörténetét meséli el. Tony Stark szinkronhangja mindhárom filmben Marc Worden volt.
Vasember kalandjainak megfilmesítési jogait az Universal Pictures már 1990-ben megvásárolta, de a megvalósításig már nem jutottak el. A jogokat később a 20th Century Fox, majd a New Line Cinema szerezte meg. Végül 2006-ban Avi Arad, a Marvel Studios elnöke bejelentette, hogy A Vasember című filmet maga a Marvel fogja elkészíteni Jon Favreau rendező közreműködésével. A film világpremierje 2008. április 30-án volt, Tony Stark szerepében pedig Robert Downey Jr. volt látható. A filmet mind a rajongók, mind pedig a kritikusok elismeréssel illették, csakúgy mint Downey alakítását, aki gyakorlatilag „maga lett Tony Stark”. A film folytatásai, a Vasember 2. 2010. május 7-én, a Vasember 3. pedig 2013. május 3-án került a mozikba. Robert Downey Jr., mint Tony Stark cameo-megjelenésben feltűnt a szintén 2008-ban vetített, A hihetetlen Hulk című filmben is.
A Marvel Entertainment és a Madhouse együttműködésével készült 12 részes Vasember animesorozat a Marvel Anime sorozat első tagjaként került bemutatásra 2010-ben.

### Videójátékok
Vasember számos videójátékban volt választható karakter, így a Marvel Super Heroes, Marvel Super Heroes vs. Street Fighter, Marvel vs. Capcom: Clash of Super Heroes, Marvel vs. Capcom 2: New Age of Heroes, Captain America and the Avengers, Marvel: Ultimate Alliance, és a Marvel Nemesis: Rise of the Imperfects című verekedős- illetve árkád típusú játékokban.
1996-ban az Iron Man and X-O Manowar in Heavy Metal című játék egyik címszereplője volt. Az Invincible Iron Man Game Boy Advance-játékban 2002-ben szerepelt. A 2008-as élőszereplős film játék-adaptációjában címszereplőként, a szintén ebben az évben vetített, A hihetetlen Hulk című mozifilm adaptációjában pedig mint ellenfélt jelent meg.

### Akciófigurák és játékok
Az első Vasember-akciófigurát a Mego Corporation adta ki 1975-ben. A Marvel Entertainment Marvel Toys (Toy Biz) nevű részlege 2002 óta adja ki a szereplő más és más páncélokban megjelenő változatait.
A Deagostini Marvel Movie Collection 2022-es 1. nemzetközi számához egy digitálisan megalkotott új-korszakbeli (2008) kézzel festett Vasember figura jár.

### További irodalom
- Tales of Suspense #55, 1964. július – dokumentáció: Vasember-páncél leírása (2-es Modell, Mark I.) (angolul)
- Iron Man #290, 1993. március – dokumentáció: Vasember-páncél leírása (16-os Modell, Mark I. – NTU-150) (angolul)
- Iron Manual, 1993. – dokumentáció: több Vasember-páncél leírása (angolul)
- Iron Man #300, 1994. január – dokumentáció: a Stark Enterprises munkatársai (angolul)
- All-New Iron Manual, 2008. május – dokumentáció: Tony Stark és az Iron Man-sorozat mellék- és egyéb szereplői (angolul)

### Külső hivatkozások
- Vasember a Marvel Comics oldalain (angolul)
- Vasember a ComicVine.com oldalain (angolul)
- Vasember Archiválva 2011. augusztus 18-i dátummal a Wayback Machine-ben a Comic Book DB oldalain (angolul)
- Advanced Iron – rajongói oldal, az Advanced Iron nevű zine kiadója (angolul)
- The Iron Man Armory Archiválva 2007. október 9-i dátummal a Wayback Machine-ben – rajongói oldal (angolul)